# Verrucularina piresii
Verrucularina piresii är en tvåhjärtbladig växtart som först beskrevs av W.R. Anderson, och fick sitt nu gällande namn av S. Rauschert. Verrucularina piresii ingår i släktet Verrucularina och familjen Malpighiaceae. Inga underarter finns listade i Catalogue of Life.